# 萊昂西奧帕拉多省

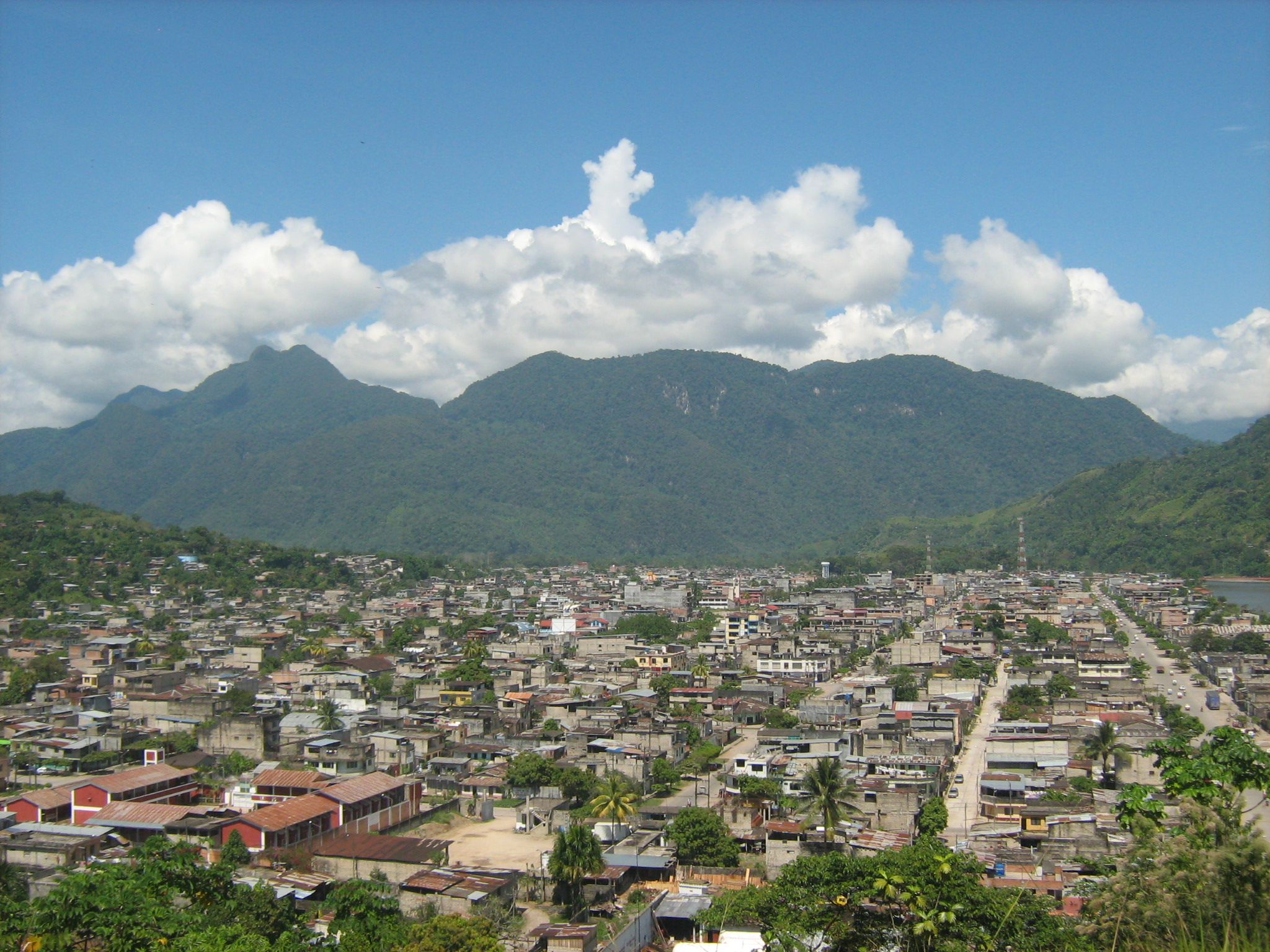

萊昂西奧帕拉多省（西班牙語：Provincia de Leoncio Prado），是秘魯的省份，位於該國中部瓦努科大區，首府是廷戈瑪麗亞，面積4,952.99平方公里，2005年人口110,858，人口密度為每平方公里22人。
9°17′24″S 75°59′24″W / 9.29000°S 75.99000°W